# Руссоло, Луиджи
Луиджи Руссоло (итал. Luigi Russolo; 30 апреля 1885, Портогруаро, Венеция — 4 февраля 1947, Лавено-Момбелло у Лаго-Маджоре) — итальянский художник, композитор и поэт футуристического направления.

## Жизнь и творчество
Руссоло профессионально изучал музыку, живописью овладел самоучкой. В 1901 году начал обучаться в академии искусств в Милане; там он принимал участие в реставрации «Тайной вечери» Леонардо да Винчи. Через поэта Паоло Буцци познакомился с миланскими футуристами и играл роль посредника между различными художественными направлениями. В 1910 году, совместно с Умберто Боччони, Джакомо Балла, Джино Северини и Карло Карра, подписал «Технический манифест футуристической живописи».
В своих полотнах этого периода прокламировал футуристический культ машин и движения, выраженный на полотнах геометрическими средствами. Параллельно с живописью Луиджи Руссоло активно экспериментирует в музыке. В 1913—1929 годах Луиджи Руссоло прекращает заниматься живописью и целиком посвящает себя музыке. Он концентрируется на изучении шумов и звуков, в результате чего открывает Интонарумори (шумовые звучания), из которых возникла «музыка шумов» (см. манифест «Искусство шумов»), эмбиент, ставшая великолепным вкладом футуризма в развитие музыки XX столетия. Особое развитие этот жанр получил с конца 1940-х годов в произведениях представителей конкретной музыки (Musique concrete), видевших в нём правдивое отображение реального мира.
Футуристические эксперименты Луиджи Руссоло на грани живописи и музыки нашли поддержку и отклик у Василия Кандинского, опубликовавшего в 1912 году в альманахе «Голубой всадник» свою театральную разработку «Жёлтый Звук», навеянную работами Руссоло и цветомузыкальной составляющей «Поэмы огня» Александра Скрябина. В более позднее время, в 1923 году в СССР, художник Владимир Баранов-Россине презентирует свой оптофонический рояль, а в Германии венгр Александр Ласло[неизвестный термин] создаёт сонохроматоскоп. Эти свето-звуковые инструменты обязаны своим происхождением идеям Луиджи Руссоло.

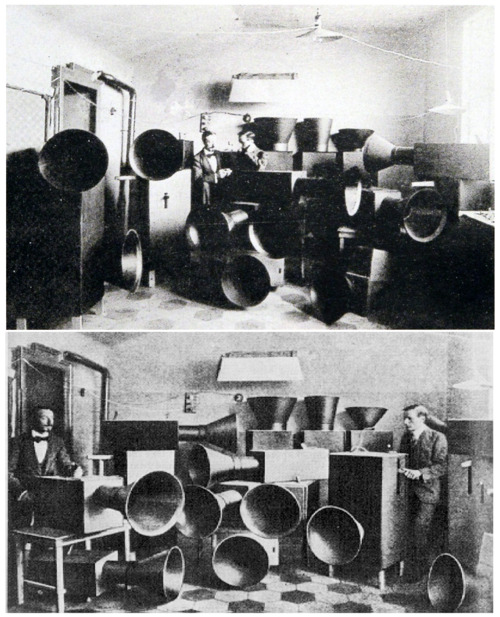
Интонарумори (шумовые звучания), 1913

Вновь рисовать начал Луиджи Руссоло лишь в 1941 году, отдавая предпочтение фигуративной живописи.

## Избранные полотна
- «Автопортрет», 1909, Городская галерея современного искусства, Милан.
- «Волосы Тины», 1911, Галерея Ла Медуза, Рим.
- «Восстание», 1911, Муниципальный музей Гааги, Гаага.
- «Музыка», 1911, частное собрание
- «Динамизм автомобиля», 1912/13, Центр Помпиду, Париж.
- «Динамизм движений женщины», 1913, Городской музей, Гренобль.

## Память
В знак признания музыкальных заслуг музыканта был назван в его честь международный конкурс электроакустической музыки, проводимый в Италии с 1979 года.